# Lijst van drummers
Dit artikel omvat een lijst van (bekende) drummers waarover een apart artikel is gewijd op de Nederlandstalige Wikipedia.

## A
- Vinnie Paul Abbott
- Steven Adler (Guns N' Roses)
- Tommy Aldridge
- Tony Allen
- Carmine Appice
- Sampsa Astala (Kita) (Lordi)
- Willie Ackerman
- John Armatage
- Mick Avory (The Kinks)

## B
- Ginger Baker
- Barriemore Barlow
- Travis Barker
- Jeremy Barnes
- Louie Bellson
- Brian Bennett
- Han Bennink
- Bill Berry
- Pete Best
- Jim Black
- Jimmy Carl Black
- Art Blakey
- IJf Blokker
- Herman van Boeyen
- John Bonham
- Jason Bonham
- Norman Bonink
- Martijn Bosman
- Paul Bostaph
- Rob Bourdon
- Terry Bozzio
- Carlinhos Brown
- Bill Bruford
- Ola Brunkert
- Dennis Bryon

## C
- Will Calhoun
- Matt Cameron
- Jim Capaldi
- Danny Carey
- Patrick Carney
- Karen Carpenter
- Eric Carr
- Joey Castillo
- Clem Cattini
- Cerrone
- Jimmy Chamberlin
- Dennis Chambers
- Will Champion
- Bill Clark
- Dave Clark
- Kenny Clarke
- Michael Clarke
- Louie Clemente
- Doug Clifford
- Jimmy Cobb
- Billy Cobham
- Vinnie Colaiuta
- René van Collem
- Phil Collins
- Scott Columbus
- Paul Cook
- Tré Cool
- Stewart Copeland
- Caroline Corr
- Pierre Courbois
- Ben Crabbé
- René Creemers
- Peter Criss
- Chris Cutler

## D
- Jimmy DeGrasso
- John Densmore
- Cyril Directie
- John Dolmayan
- Brian Downey
- Berend Dubbe
- Josh Dun
- Aynsley Dunbar
- Sly Dunbar

## E
- Graeme Edge
- Ernst van Ee
- Jaap Eggermont
- Kors Eijkelboom
- Hans Eijkenaar
- John Engels
- Sheila Escovedo
- Edwin Evers

## F
- Steve Ferrone
- Mick Fleetwood
- D.J. Fontana
- Keith Forsey
- Josh Freese

## G
- Steve Gadd
- Stéphane Galland
- Mel Gaynor
- Mario Goossens
- Jim Gordon
- Chris Götte
- Dave Grohl
- Mark Guiliana

## H
- Tomas Haake
- Omar Hakim
- Alex Van Halen
- Mickey Hart
- Taylor Hawkins
- Topper Headon
- Levon Helm
- Don Henley
- Rob Hirst
- Dominic Howard
- Paul Humphrey
- Ralph Humphrey
- Henny Huisman
- Andy Hurley

## I
- Gerben Ibelings
- Eric Ineke
- Jack Irons

## J
- Johnny Jackson
- Steve Jocz
- Elvin Jones
- Kenney Jones
- Philly Joe Jones
- Jack DeJohnette
- Joey Jordison
- Mike Joyce

## K
- Manu Katché
- Jan Keizer
- Angelo Kelly
- Jim Keltner
- Lee Kerslake
- Rob Kloet
- Theo Klouwer
- Pim Koopman
- Kasper van Kooten
- Joost Kroon
- Gene Krupa

## L
- Joe Lala
- Tommy Lee
- Peter de Leeuwe
- Collin Leijenaar
- Jaki Liebezeit
- James Lilja
- Arjen van der Linden
- Pierre van der Linden
- Dave Lombardo
- Terri Lord

## M
- Nicko McBrain
- Wouter Macare
- Shelly Manne
- Kevin March
- Nick Mason
- Nick Menza
- Buddy Miles
- Mitch Mitchell
- Pierre Moerlen
- Keith Moon
- Idris Muhammad
- Larry Mullen jr.

## N
- Doudou N'Diaye Rose
- Ted Neeley
- Jukka Nevalainen
- Andy Newmark
- Anika Nilles

## O
- Otus

## P
- Ian Paice
- Pete Parada
- Carl Palmer
- Earl Palmer
- Neil Peart
- Simon Phillips
- Jan Pijnenburg
- Jeff Porcaro
- Mike Portnoy
- Cozy Powell

## R
- Jaska Raatikainen
- Buddy Rich
- Dannie Richmond
- Max Roach
- Derek Roddy
- Phil Rudd
- Edwin Rutten
- Martîn Rongen
- Ruben van Roon

## S
- Michael Schack
- Gustav Schäfer
- Marcel Schmidt
- Christoph Schneider
- Michel Schoots
- Ingo Schwichtenberg (Helloween)
- Jim Sclavunos
- Phil Selway
- Marcel Serierse
- Bob Siebenberg
- Eric Singer
- Chris Slade
- Chad Smith
- Gerard Spong
- Matt Sorum
- Ringo Starr (The Beatles)
- John Steel
- Clyde Stubblefield
- James 'The Rev' Sullivan (Avenged Sevenfold)

## T
- Roger Taylor (Queen)
- Roger Taylor (Duran Duran)
- John Tempesta (Testament, The Cult)
- Chester Thompson
- Tony Thompson
- Thunderstick (Iron Maiden, Samson)
- Tico Torres (Bon Jovi)
- Maureen Tucker

## U
- Lars Ulrich

## V
- Christian Vander

## W
- Ian Wallace
- Ed Warby
- Bill Ward (Black Sabbath)
- Sieb Warner
- Charlie Watts
- Jeff 'Tain' Watts
- Dave Weckl
- Ariën van Weesenbeek
- Max Weinberg
- Ron Welty (The Offspring)
- Max Werner
- Jamie Westland
- Alan White
- Lenny White
- Meg White
- Brad Wilk
- Atom Willard
- Terry Williams
- Tony Williams
- Ad Wilschut
- Dennis Wilson
- Pick Withers
- Daniel Woodgate
- Simon Wright - (AC/DC, Dio)
- Robert Wyatt

## Y
- Pete York
- Marc Ysaÿe

## Z
- Cesar Zuiderwijk